# Lucas Búa
Lucas Búa de Miguel (* 12. Januar 1994 in Toledo) ist ein spanischer Sprinter, der sich auf die 400-Meter-Distanz spezialisiert hat.

## Sportliche Laufbahn
Erste internationale Erfahrungen sammelte Lucas Búa im Jahr 2011, als er bei den Jugendweltmeisterschaften nahe Lille mit 49,04 s in der ersten Runde über 400 Meter ausschied und auch mit der spanischen Sprintstaffel (1000 Meter) mit 1:57,23 min den Finaleinzug verpasste. Anschließend belegte er beim Europäischen Olympischen Jugendfestival (EYOF) in Trabzon in 49,75 s den siebten Platz über 400 Meter. Im Jahr darauf schied er bei den Juniorenweltmeisterschaften in Barcelona mit 48,94 s im Vorlauf aus und kam auch mit der 4-mal-400-Meter-Staffel mit 3:14,85 min nicht über die Vorrunde hinaus. Auch 2013 schied er bei den Junioreneuropameisterschaften in Rieti mit 49,24 s im Vorlauf über 400 Meter aus. 2014 nahm er an den erstmals ausgetragenen U23-Mittelmeermeisterschaften in Aubagne teil und schied dort im Einzelbewerb mit 48,24 s in der Vorrunde aus, gewann aber in der Staffel in 3:08,46 min die Bronzemedaille hinter den Teams aus Frankreich und Italien. Anschließend startete er mit der Staffel bei den Europameisterschaften in Zürich, verpasste dort aber mit 3:04,68 min den Finaleinzug. Bei den IAAF World Relays 2015 auf den Bahamas schied er mit 3:08,49 min im Vorlauf aus und auch bei den U23-Europameisterschaften in Tallinn im Juli kam er mit 46,73 s über 400 Meter nicht über die erste Runde hinaus. 2016 schied er bei den Hallenweltmeisterschaften in Portland mit 46,86 s in der Vorrunde aus und Anfang Juli erreichte er bei den Europameisterschaften in Amsterdam das Halbfinale, in dem er mit 46,26 s ausschied. Zudem schied er dort mit der Staffel mit 3:04,77 min im Vorlauf aus. 2017 belegte er bei den Halleneuropameisterschaften in Belgrad mit 46,74 s den fünften Platz. Im August schied er bei den Weltmeisterschaften in London im Einzelbewerb mit 46,00 s im Vorlauf aus und mit der Staffel belegte er mit 3:00,65 min im Finale den fünften Platz und stellte damit einen neuen Landesrekord auf. Im Jahr darauf schied er bei den Hallenweltmeisterschaften in Birmingham mit 47,14 s im Halbfinale über 400 Meter aus und mit der Staffel verpasste er mit 3:07,52 min den Finaleinzug. Anschließend gewann er bei den Mittelmeerspielen in Tarragona in 45,91 s die Silbermedaille hinter dem Italiener Davide Re und auch mit der spanischen Staffel gewann er in 3:04,71 min die Silbermedaille hinter Italien. Im August schied er dann bei den Europameisterschaften in Berlin mit 45,48 s im Halbfinale aus und gewann mit der Staffel in 3:00,78 min die Bronzemedaille hinter den Teams aus Belgien und dem Vereinigten Königreich. 
2019 belegte er bei den Halleneuropameisterschaften in Glasgow in 46,92 s den sechsten Platz im Einzelbewerb und gewann mit der Staffel mit neuem Hallenrekord von 2:06,32 min die Silbermedaille hinter Belgien. 2021 schied er dann bei den Halleneuropameisterschaften in Toruń mit 46,92 s in der ersten Runde aus. Anfang Mai verpasste er bei den World Athletics Relays im polnischen Chorzów mit 3:06,09 min den Finaleinzug in der 4-mal-400-Meter-Staffel. 2022 belegte er bei den Europameisterschaften in München in 3:00,54 min den vierten Platz im Staffelbewerb. Im Jahr darauf wurde er bei den Halleneuropameisterschaften in Istanbul in 3:06,87 min ebenfalls Vierter im Staffelbewerb.
In den Jahren 2015 und 2016 wurde Búa spanischer Meister im 400-Meter-Lauf sowie von 2015 bis 2017 und 2022 auch in der 4-mal-400-Meter-Staffel. Zudem wurde er 2016, 2018 und 2020 Hallenmeister über 400 Meter.

## Persönliche Bestleistungen
- 200 Meter: 20,88 s (+0,3 m/s), 6. Juli 2018 in Guadalajara
  - 200 Meter (Halle): 21,32 s, 14. Januar 2018 in Madrid
- 400 Meter: 45,25 s, 8. Juni 2018 in Huelva
  - 400 Meter (Halle): 46,23 s, 18. Februar 2017 in Salamanca